# Желт-Бряг
Желт-Бряг (болг. Жълт бряг) — село в Болгарии. Находится в Сливенской области, входит в общину Твырдица. Население составляет 374 человека.

## Политическая ситуация
В местном кметстве Жылт-Бряг, в состав которого входит Желт-Бряг, должность кмета (старосты) исполняет Хасан Назифов Ферзов (Движение за права и свободы (ДПС)) по результатам выборов.
Кмет (мэр) общины Твырдица — Катя Колева Дойчева (коалиция партий: «Болгарская социалистическая партия», «Движение за права и свободы», «Объединённый блок труда», «Политическое движение „Евророма“», «Политическое движение социал-демократов») по результатам выборов.